# دارن کان
دارن کان (انگلیسی: Darren Cann؛ زادهٔ ۱۷ ژوئن ۱۹۶۹) بازیکن فوتبال اهل بریتانیا است.
از باشگاه‌هایی که در آن بازی کرده‌است می‌توان به باشگاه فوتبال بث سیتی، باشگاه فوتبال دارتموث، باشگاه فوتبال ویموث، باشگاه فوتبال تورکی یونایتد، بارن‌استپل تاون اف سی، باشگاه فوتبال گلاستر سیتی، باشگاه فوتبال پنزانس، باشگاه فوتبال کلیودون پارک، و باشگاه فوتبال المور اشاره کرد.